# Guo Qi
Guo Qi (kinesiska 郭琦, pin-yin Guō Qí), född den 27 januari 1995 i Jiangsu i Kina, är en kinesisk schackspelare och stormästare för damer (WGM) och internationell mästare (IM).

## Schackkarriär
Vid Världsmästerskapet i schack för flickor under 20 år 2012 slutade Guo på delad förstaplats med 95/11 tillsammans med Ziaziulkina Nastassia (Vitryssland), Bodnaruk Anastasia (Ryssland) och Medina Warda Aulia (Polen). Guo hade bäst särskiljning och blev därmed Världsmästarinna för juniorer.
Guo deltog i Världsmästerskapet i schack för damer 2012 på en nominering från FIDE. Det var en knock out-turnering där hon slogs ut I första ronden av den ukrainska stormästaren Natalia Zhukova med ½-1½.
Guo deltog också i det kinesiska lag som erövrade silver i Världsmästerskapet i schack för damlag 2013 i Kazakstan, där Ukraina vann på bättre matchresultat men Kina erövrade flest matchpoäng.
2014 var Guo reserv i det kinesiska lag som spelade i Schackolympiaden för damer i Tromsö. Individuellt kom Guo tvåa vid reservbordet och fick silver. Även för det kinesiska laget blev det silver, när man kom tvåa efter Ryssland. Guo spelade åtta partier, vann fem, spelade tre remier och förlorade inget parti, vilket gav henne ett resultat av 6½/8 eller 81,3 vinstprocent.
Guo deltog i Världsmästerskapet i schack för damer 2015, som var en knock out-turnering, som spelades i Ryssland. Hon slogs ut I första ronden av den kommande finalisten och silvermedaljören, ryskan Natalja Pogonina med ½-1½.
2016 blev Guo kinesisk mästarinna i schack, där hon vann med matchpoängen 8/11 och 72,7 i vinstprocent. Detta trots en katastrofal spelöppning i den andra ronden, där hon förlorade partiet. Samma år tog hon också guld i det kineiska laget vid Asiatiska nationscupen i schack för damer i Abu Dhabi.
Guo deltog vidare vid Schackolympiaden för damlag 2016 i Baku där hon spelade som reserv. Individuellt erövrade hon guld bland reserverna, med resultatet 5,5/8 eller 68,8 vinstprocent. Det kinesiska laget blev guldmedaljörer före Polen och Ukraina.
I Världsmästerskapet i schack för damlag 2017 i Chanty-Mansijsk spelade Guo åter reserv, i ett lag som i övrigt bestod av Ju Wenjun, Tan Zhongyi, Zhao Xue och Lei Tingjie. Individuellt slutade Guo på en fjärdeplats med resultatet två vinster, fyra remier och en förlust, eller 4/7 och 57,1 vinstprocent. Det kinesiska damlaget slutade på en andraplats efter Ryssland.